# دولت یازدهم جمهوری اسلامی ایران
دولت یازدهم جمهوری اسلامی ایران به دولت حسن روحانی معروف به «دولت تدبیر و امید» گفته می‌شود که در نتیجهٔ پیروزی در انتخابات ۲۴ خرداد ۱۳۹۲ در روز ۱۲ مرداد ۱۳۹۲ مورد تنفیذ حکم ریاست‌جمهوری قرار گرفت.
تنفیذ رئیس‌جمهور توسط سیدعلی خامنه‌ای، دومین رهبر جمهوری اسلامی ایران در روز ۱۲ مرداد ۱۳۹۲ برگزار شد. تحلیف وی نیز در مجلس شورای اسلامی در روز ۱۳ مرداد ۱۳۹۲ برگزار شد.
تحلیلگران غربی از مهم‌ترین چالش‌های پیش روی دولت یازدهم ایران را موضع‌گیری و کارشکنی برخی نهادهای قدرت در حکومت جمهوری اسلامی ایران با این دولت می‌دانستند که یکی از این نهادها را می‌توان مجلس شورای اسلامی وقت دانست که نمایندگان غالب آن را اصول‌گرایان تشکیل می‌دهند و پیش از شروع به کار دولت یازدهم، نسبت به نحوه انتخاب وزرای پیشنهادی از جانب روحانی، به وی هشدار دادند.

## پیش‌زمینه
حسن روحانی دولت یازدهم را در شرایطی از محمود احمدی‌نژاد تحویل گرفت که برای نخستین بار بعد از پایان جنگ ایران و عراق، دو سال پیاپی رشد اقتصادی ایران منفی بود، صادرات نفت ایران به موجب تحریم‌های بین‌المللی بسیار کاهش یافته بود (تقریباً نصف)، عدم توانایی در بازپرداخت ده‌ها میلیون دلار اقساط وام‌های اخذ شده از بانک جهانی که پیش از آغاز به کار دولت یازدهم ۶ ماه به تعویق افتاده است، تورم در ایران شتاب فزآینده‌ای به خود گرفته بود، بسیاری از کارخانه‌ها ورشکست شده بودند و کارگران زیادی بیکار شده بودند، خطر حمله نظامی به ایران از جانب اسرائیل و ایالات متحده آمریکا وجود داشت، روابط با کشورهای همسایه و کشورهای عربی خاورمیانه متشنج شده بود که ناشی از سیاست‌های ناصحیح دولت دهم ایران بود. آیت‌الله ناصر مکارم شیرازی در آبان ۱۳۹۲ در اظهارنظری اعلام کرد مشکلات پیچیده‌ای توسط دولت دهم ایران به وجود آمده که حل کردن آن‌ها توسط دولت یازدهم، کار سختی است و تاکنون دولتی در ایران بر سر کار نیامده که در ابتدای فعالیت خود با چنین مشکلاتی روبرو شده باشد. وی دولت دهم ایران را دولتی توصیف کرد که به جای مشکل‌زدایی، مسبب ایجاد مشکلات متعدد بوده است. علی طیب‌نیا، میزان بدهی‌های دولت یازدهم را در حدود ۲۵۰ هزار میلیارد تومان برآورد کرد که عمده این بدهی، به پیمانکاران طرح‌های عمرانی تعلق دارد. بدین ترتیب، دولت یازدهم، بدهکارترین دولت از زمان پیروزی انقلاب ۱۳۵۷ محسوب می‌شود که میراثی از دولت قبلی برای آن است.
انتخاب حسن روحانی از جانب مردم برخلاف پیش‌بینی بسیاری از سیاستمداران ایران و جهان صورت گرفت. با توجه به حلقه اطرافیان روحانی که افراد سرشناسی همچون علی‌اکبر هاشمی رفسنجانی و سید محمد خاتمی خودنمایی می‌کنند، و سابقه فعالیت‌های ریاست‌جمهوری هرکدام از ایشان، این امید در بین کارشناسان ایرانی و خارجی به وجود آمد که دوران جدیدی در زمینه مدیریت سیاسی، اقتصادی و فرهنگی ایران در پیش روی قرار بگیرد. روحانی در نخستین کنفرانس مطبوعاتی خود نیز نسبت به تغییرات کلان تصمیم‌گیری در دولت جدید نسبت به دولت قبلی نوید داده بود.

## روند انتصابات دولت
وزیران من فرماندهان کهنه‌کار هستند نه سربازان میدان

سخنرانی حسن روحانی در روز رای‌گیری وزیران پیشنهادی مجلس، ۲۴ مرداد ۱۳۹۲
حسن روحانی در دوران انتقال دولت گفته بود: «از سوی تشکل‌ها، صاحبنظران و فرهیختگان و سایر دوستان و همچنین کارگروه‌هان اسامی برای تعیین هیئت دولت یازدهم به ما رسیده است که از همه لیست‌ها استفاده خواهیم کرد.» روحانی از وزیران دولت‌های اکبر هاشمی رفسنجانی و سید محمد خاتمی و محمود احمدی‌نژاد بهره برد. از بین اسامی معرفی شده برای وزارتخانه‌های دولت جدید، ۶ نفر در دولت‌های هاشمی رفسنجانی مشغول به کار بودند، ۳ نفر در دولت‌های خاتمی و ۱ نفر در دولت‌های احمدی‌نژاد.

## سایر منصوبان رئیس دولت
| سرپرست نهاد ریاست‌جمهوری                          |  | محمد نهاوندیان       | ۱۲ مرداد ۱۳۹۲  | ۲۹ مرداد ۱۳۹۶  | مستقل          | [ ۲۸ ] |
| رئیس دفتر رئیس‌جمهور                              |  | محمد نهاوندیان       | ۱۲ مرداد ۱۳۹۲  | ۲۹ مرداد ۱۳۹۶  | مستقل          | [ ۲۸ ] |
| دستیاران رئیس‌جمهور                               |  |                      |                |                |                |        |
| دستیار امور اجرایی                               |  | حسین فریدون          | ۶ شهریور ۱۳۹۲  | مرداد ۱۳۹۶     | اعتدال و توسعه | [ ۲۹ ] |
| دستیار امور حقوق شهروندی                         |  | الهام امین‌زاده       | ۲۲ تیر ۱۳۹۵    | ۱۸ مرداد ۱۳۹۶  | مستقل          | [ ۳۰ ] |
| دستیار امور اقوام و اقلیت‌های دینی و مذهبی        |  | علی یونسی            | ۹ مهر ۱۳۹۲     | ۴ دی ۱۳۹۶      | مستقل          | [ ۳۱ ] |
| مشاوران رئیس‌جمهور                                |  |                      |                |                |                |        |
| مشاور امور اقتصادی                               |  | مسعود نیلی           | ۱۳ شهریور ۱۳۹۲ | ۲۵ مرداد ۱۳۹۶  | مستقل          | [ ۳۲ ] |
| مشاور امور رسانه                                 |  | محمدرضا صادق         | ۶ شهریور ۱۳۹۲  | ۲۵ مرداد ۱۳۹۶  | مستقل          | [ ۳۳ ] |
| مشاور امور روحانیت                               |  | حسن نمازی            | مهر ۱۳۹۲       | مرداد ۱۳۹۶     | مستقل          |        |
| مشاور امور علمی و آموزشی                         |  | رضا فرجی‌دانا         | ۲۹ مرداد ۱۳۹۳  | ۴ دی ۱۳۹۶      | مستقل          |        |
| مشاور امور فرهنگی                                |  | حسام‌الدین آشنا       | ۹ مهر ۱۳۹۲     | ۷ شهریور ۱۳۹۶  | مستقل          | [ ۳۴ ] |
| مشاور امور مناطق آزاد تجاری-صنعتی و ویژه اقتصادی |  | اکبر ترکان           | ۶ شهریور ۱۳۹۲  | ۱۶ شهریور ۱۳۹۶ | اعتدال و توسعه |        |
| مشاور                                            |  | محمدعلی نجفی         | ۱۰ بهمن ۱۳۹۲   | مرداد ۱۳۹۶     | کارگزاران      | [ ۳۵ ] |
| دبیرکل ستاد مبارزه با مواد مخدر                  |  | عبدالرضا رحمانی فضلی | ۲ شهریور ۱۳۹۲  | ۱۲ مرداد ۱۳۹۶  | مستقل          |        |
| رئیس دفتر بازرسی ویژه                            |  | محمداسماعیل شوشتری   | ۱۵ بهمن ۱۳۹۲   | ۲۲ تیر ۱۳۹۵    | اعتدال و توسعه |        |
| رئیس دفتر بازرسی ویژه                            |  | سید علیرضا آوایی     | ۲۲ تیر ۱۳۹۵    | شهریور ۱۳۹۶    | مستقل          | [ ۳۶ ] |
| رئیس سازمان اسناد و کتابخانه ملی ایران           |  | سید رضا صالحی امیری  | ۱ اسفند ۱۳۹۲   | ۲۸ اسفند ۱۳۹۵  | اعتدال و توسعه |        |
| رئیس سازمان اسناد و کتابخانه ملی ایران           |  | اشرف بروجردی         | ۲۸ اسفند ۱۳۹۵  | ۱۲ مرداد ۱۳۹۶  | اتحاد ملت      | [ ۳۷ ] |
| رئیس مرکز بررسی‌های استراتژیک                     |  | حسام‌الدین آشنا       | ۲۳ شهریور ۱۳۹۲ | ۷ شهریور ۱۳۹۶  | مستقل          |        |
| رئیس مرکز ملی مطالعات جهانی‌شدن                   |  | علیرضا معیری         | ۱۳۹۲           | ۱۳۹۴           | مستقل          | [ ۳۸ ] |
| نمایندگان ویژه رئیس‌جمهور                         |  |                      |                |                |                |        |
| رئیس ستاد مرکزی مبارزه با قاچاق کالا و ارز       |  | حبیب‌الله حقیقی       | ۸ مهر ۱۳۹۲     | مهر ۱۳۹۶       | مستقل          |        |
| سایر سازمان‌های وابسته                            |  |                      |                |                |                |        |
| دبیرکل شورای‌عالی امور ایرانیان خارج از کشور      |  | سید جواد قوام شهیدی  | شهریور ۱۳۹۲    | اسفند ۱۳۹۴     | مستقل          |        |
| رئیس سازمان فضایی ایران                          |  | اکبر ترکان*          | ۶ شهریور ۱۳۹۲  | ۲۱ مهر ۱۳۹۲    | اعتدال و توسعه | [ ۳۹ ] |
| رئیس سازمان فضایی ایران                          |  | محمد شریعتمداری*     | ۲۱ مهر ۱۳۹۲    | ۴ بهمن ۱۳۹۳    | مستقل          | [ ۴۰ ] |
| رئیس سازمان ملی استاندارد ایران                  |  | نیره پیروزبخت        | اسفند ۱۳۹۳     | آذر ۱۳۹۶       | مستقل          | [ ۴۱ ] |
| رئیس شورای رقابت                                 |  | رضا شیوا             | ۸ دی ۱۳۹۲      | ۱۲ مرداد ۱۳۹۶  | مستقل          | [ ۴۲ ] |
| رئیس صندوق توسعه ملی                             |  | سید صفدر حسینی       | ۱۴ مهر ۱۳۹۲    | ۱۰ مرداد ۱۳۹۵  | مستقل          | [ ۴۳ ] |
| رئیس صندوق توسعه ملی                             |  | احمد دوست‌حسینی       | ۱۰ مرداد ۱۳۹۵  | ۲۳ دی ۱۳۹۶     | مستقل          | [ ۴۴ ] |

- نماینده رئیس‌جمهور در دانشگاه مذاهب اسلامی (مسیح مهاجری)[۴۵]
- نماینده رئیس‌جمهور در امر نماز (محمدحسین رضایی)[۴۶]
- نماینده رئیس‌جمهور در شورای نظارت بر صدا و سیما (حسام الدین آشنا)[۴۷] با حفظ سمت
- نماینده رئیس‌جمهور در شورای نظارت بر صدا و سیما (عبدالرضا رحمانی فضلی)[۴۸] با حفظ سمت
- دبیر شورای عالی فضای مجازی و رئیس مرکز ملی فضای مجازی (ابوالحسن فیروزآبادی)[۴۹]
- دبیر شورای عالی فناوری اطلاعات و رئیس سازمان فناوری اطلاعات ایران (نصرالله جهانگرد)[۵۰]
- دبیر شورای عالی ترویج و توسعه فرهنگ ایثار و شهادت (سید محمد علی شهیدی محلاتی)[۵۱]
- رئیس کل بانک مرکزی جمهوری اسلامی ایران (ولی‌الله سیف)[۵۲]
- قائم مقام بانک مرکزی جمهوری اسلامی ایران (اکبر کمیجانی)[۵۳]
- رئیس کل بیمه مرکزی جمهوری اسلامی ایران (عبدالناصر همتی)[۵۴]
- رئیس جمعیت هلال احمر جمهوری اسلامی ایران (امیر حسین ضیایی استر آبادی)
- رئیس کمیته حمایت از انقلاب اسلامی مردم فلسطین (محمدحسن اختری)[۵۵]
- رئیس و عضو هیئت عامل صندوق توسعه ملی (احمد دوست‌حسینی)
- عضو هیئت عامل صندوق توسعه ملی (محمد رضا شعاع الدینی)[۵۶]
- عضو هیئت عامل صندوق توسعه ملی (سعید نوری نائینی)[۵۶]
- عضو هیئت عامل صندوق توسعه ملی (قاسم حسینی)[۵۶]
- عضو هیئت عامل صندوق توسعه ملی (مسعود مزینی)[۵۶]
- عضو هیئت عامل صندوق نوآوری و شکوفایی (سورنا ستاری)[۵۷] با حفظ سمت
- عضو هیئت عامل صندوق نوآوری و شکوفایی (حمیدرضا شاهوردی)[۵۷]
- عضو هیئت عامل صندوق نوآوری و شکوفایی (مصطفی صفوی)[۵۷]
- عضو هیئت عامل صندوق نوآوری و شکوفایی (کاظم جلالی)[۵۷]
- عضو هیئت امنای سازمان اسناد و کتابخانه ملی ایران (سعید سهراب‌پور)[۵۸]
- عضو هیئت امنای سازمان اسناد و کتابخانه ملی ایران (رضا ملکی)[۵۸]
- عضو هیئت امنای کتابخانه‌های عمومی کشور (سیدعباس صالحی شریعتی)[۵۹]
- عضو هیئت امنای کتابخانه‌های عمومی کشور (سید علی حسینی)[۵۹]
- عضو هیئت امنای کتابخانه‌های عمومی کشور (محمدحسین ملک احمدی)[۵۹]
- عضو هیئت امنای کتابخانه‌های عمومی کشور (فریده عصاره)[۵۹]
- عضو هیئت امنای کتابخانه‌های عمومی کشور (مهردخت وزیرپور کشمیری)[۵۹]
- عضو هیئت امنای مؤسسه آموزشی و تحقیقاتی صنایع دفاعی (علی شمخانی)[۶۰] با حفظ سمت
- عضو هیئت امنای مؤسسه آموزشی و تحقیقاتی صنایع دفاعی (سورنا ستاری)[۶۰] با حفظ سمت
- عضو هیئت امنای بنیاد ملی نخبگان کشور (منصور کبکانیان)[۶۱]
- عضو هیئت امنای بنیاد ملی نخبگان کشور (سعید سهراب پور)[۶۱] با حفظ سمت
- عضو هیئت امنای بنیاد ملی نخبگان کشور (محمدعلی کی نژاد)[۶۱]
- عضو هیئت امنای بنیاد ملی نخبگان کشور (رضا ملک‌زاده)[۶۱]
- عضو هیئت امنای بنیاد شهید و امور ایثارگران (محمد شریعتمداری)[۶۲] با حفظ سمت
- عضو هیئت امنای بنیاد شهید و امور ایثارگران (حسین دهقان)[۶۲] با حفظ سمت
- عضو هیئت امنای بنیاد شهید و امور ایثارگران (محمد فروزنده)[۶۲]
- عضو شورای عالی حفاظت محیط زیست (محمدرضا تابش)[۶۳]
- عضو شورای عالی جمعیت هلال احمر جمهوری اسلامی ایران (عبدالرضا رحمانی فضلی)[۶۴] با حفظ سمت
- عضو شورای عالی جمعیت هلال احمر جمهوری اسلامی ایران (جواد ظریف)[۶۴] با حفظ سمت
- عضو شورای عالی جمعیت هلال احمر جمهوری اسلامی ایران (حسن قاضی زاده هاشمی)[۶۴] با حفظ سمت
- عضو شورای عالی جمعیت هلال احمر جمهوری اسلامی ایران (علی نوبخت)[۶۴]
- عضو شورای عالی فضایی (الهام امین زاده)[۶۵] با حفظ سمت
- عضو شورای عالی فضایی (مصطفی صفوی همامی)[۶۵]
- عضو شورای عالی فضایی (حسن شفتی)[۶۵]
- دبیر و عضو کارگروه تخصصی ستاد هماهنگی امور اقتصاد مقاومتی (مسعود نیلی)[۶۶] با حفظ سمت
- عضو کارگروه تخصصی ستاد هماهنگی امور اقتصاد مقاومتی (محمدعلی نجفی)[۶۶] با حفظ سمت
- عضو کارگروه تخصصی ستاد هماهنگی امور اقتصاد مقاومتی (اکبر کمیجانی)[۶۶] با حفظ سمت
- عضو کارگروه تخصصی ستاد هماهنگی امور اقتصاد مقاومتی (شاپور محمدی)[۶۶]
- عضو کارگروه تخصصی ستاد هماهنگی امور اقتصاد مقاومتی (سید حمید پورمحمدی)[۶۶]
- عضو کارگروه تخصصی ستاد هماهنگی امور اقتصاد مقاومتی (پیمان قربانی)[۶۶]
- عضو کارگروه تخصصی ستاد هماهنگی امور اقتصاد مقاومتی (فرهاد نیلی)[۶۶]
- عضو کارگروه تخصصی ستاد هماهنگی امور اقتصاد مقاومتی (حسن درگاهی)[۶۶]
- عضو کارگروه تخصصی ستاد هماهنگی امور اقتصاد مقاومتی (سیدمهدی برکچیان)[۶۶]
- دبیر کارگروه مبارزه با گران‌فروشی کالاهای اساسی و خواروبار (جواد حسین‌زاده)[نیازمند منبع]

## سرپرستان وزارتخانه‌ها
در دولت یازدهم جمهوری اسلامی ایران، هشت مرتبه وزارتخانه‌ها با سرپرست اداره شده‌اند. در این میان وزارت علوم، تحقیقات و فناوری با ۱۷۰ روز، وزارت ورزش و جوانان با ۹۸ روز و وزارت آموزش و پرورش با ۷۸ روز سرپرستی در رده‌های اول تا سوم طول دوره اداره توسط سرپرست قرار دارند. در مجموع وزارتخانه‌های دولت یازدهم تاکنون ۳۵۱ روز توسط سرپرست اداره شده‌اند.
| شماره | نام سرپرست      | وزارت‌خانه                    | سابقه وزارت | آغاز کار      | پایان کار    | معرفی به مجلس | تداوم وزارت |
| ----- | --------------- | ---------------------------- | ----------- | ------------- | ------------ | ------------- | ----------- |
| ۱     | علی اصغر فانی   | وزارت آموزش و پرورش          | نه          | ۲۶ مرداد ۱۳۹۲ | ۵ آبان ۱۳۹۲  | آری           | آری         |
| ۲     | جعفر توفیقی     | وزارت علوم، تحقیقات و فناوری | آری         | ۲۶ مرداد ۱۳۹۲ | ۵ آبان ۱۳۹۲  | نه            | نه          |
| ۳     | رضا صالحی امیری | وزارت ورزش و جوانان          | نه          | ۲۶ مرداد ۱۳۹۲ | ۵ آبان ۱۳۹۲  | آری           | نه          |
| ۴     | محمد شریعتمداری | وزارت ورزش و جوانان          | آری         | ۶ آبان ۱۳۹۲   | ۲۶ آبان ۱۳۹۲ | نه            | نه          |
| ۵     | محمدعلی نجفی    | وزارت علوم، تحقیقات و فناوری | آری         | ۲۹ مرداد ۱۳۹۳ | ۵ آذر ۱۳۹۳   | نه            | نه          |
| ۶     | نصرالله سجادی   | وزارت ورزش و جوانان          | نه          | ۲۸ مهر ۱۳۹۵   | ۱۱ آبان ۱۳۹۵ | نه            | نه          |
| ۷     | سید محمد بطحایی | وزارت آموزش و پرورش          | نه          | ۲۸ مهر ۱۳۹۵   | ۱۱ آبان ۱۳۹۵ | نه            | نه          |
| ۸     | سید عباس صالحی  | وزارت فرهنگ و ارشاد اسلامی   | نه          | ۲۸ مهر ۱۳۹۵   | ۱۱ آبان ۱۳۹۵ | نه            | نه          |

## سوابق شخصی اعضای دولت
| سمت                       | نام                        | حزب/گرایش سیاسی     | سابقه وزارت | سابقه نظامی | سابقه امنیتی              | متولد                  | متولد             |
| سمت                       | نام                        | حزب/گرایش سیاسی     | سابقه وزارت | سابقه نظامی | سابقه امنیتی              | سال (سن در پایان دولت) | محل               |
| ------------------------- | -------------------------- | ------------------- | ----------- | ----------- | ------------------------- | ---------------------- | ----------------- |
| معاون اول                 | اسحاق جهانگیری             | کارگزاران           | بله‏         | -           | -                         | ۱۳۳۶ (۶۰ سال)          | سیرجان، کرمان     |
| رئیس دفتر                 | محمد نهاوندیان             | مؤتلفه              | -           | -           | بله امنیت‌ملی              | ۱۳۳۳‏ (۶۳ سال)          | تهران             |
| مشاوران                   |                            |                     |             |             |                           |                        |                   |
| ارشد                      | اکبر ترکان                 | اعتدال و توسعه      | بله         | -           | -                         | ۱۳۳۱‏ (۶۵ سال)          | تهران             |
| اقتصادی                   | محمدعلی نجفی               | کارگزاران           | بله         | -           | -                         | ۱۳۳۰‏ (۶۶ سال)          | تهران             |
| علمی و آموزشی             | رضا فرجی دانا              | اصلاح‌طلبی           | بله         | بله سپاه    | -                         | ۱۳۳۹‏ (۵۷ سال)          | قم                |
| فرهنگی                    | حسام‌الدین آشنا             | اعتدال‌گرایی         | -           | -           | بله اطلاعات               | ۱۳۴۳‏ (۵۳ سال)          | تهران             |
| رسانه‌ای                   | محمدرضا صادق               | اعتدال‌گرایی         | -           | -           | بله امنیت‌ملی              | ۱۳۳۹‏ (۵۷ سال)          | کرمانشاه          |
| دبیر ستاد هماهنگی اقتصادی | مسعود نیلی                 | اصلاح‌طلبی           | -           | -           | -                         | ۱۳۳۴‏ (۶۲ سال)          | همدان             |
| دستیاران ویژه             |                            |                     |             |             |                           |                        |                   |
| اجرایی                    | حسین فریدون                | اعتدال‌گرایی         | -           | -           | -                         | ۱۳۴۲ (۵۴ سال)          | سرخه، سمنان       |
| اقلیت‌ها                   | علی یونسی                  | اصلاح‌طلبی           | بله         | -           | بله اطلاعات               | ۱۳۳۰‏ (۶۶ سال)          | نهاوند، همدان     |
| حقوق شهروندی              | الهام امین زاده            | اصولگرا             | -           | -           | -                         | ۱۳۴۳ (۵۳ سال)          | شیراز، فارس       |
| هیئت وزیران               |                            |                     |             |             |                           |                        |                   |
| آموزش و پرورش             | فخرالدین احمدی دانش‌آشتیانی | اصلاح‌طلبی           | -           | -           | -                         | ۱۳۳۴ (۶۲ سال)          | آشتیان            |
| ارتباطات                  | محمود واعظی                | اعتدال و توسعه      | -           | -           | -                         | ۱۳۳۱‏ (۶۵ سال)          | تهران             |
| اطلاعات                   | سید محمود علوی             | جبهه ایستادگی       | -           | بله ارتش    | بله ارتش                  | ۱۳۳۳‏ (۶۳ سال)          | لامرد، فارس       |
| خارجه                     | محمدجواد ظریف              | مستقل               | -           | -           | -                         | ۱۳۳۸‏ (۵۸ سال)          | تهران             |
| ارشاد                     | علی جنتی                   | اصلاح‌طلبی           | -           | -           | -                         | ۱۳۲۸‏ (۶۸ سال)          | قم                |
| ارشاد                     | سید رضا صالحی امیری        | اعتدال‌گرایی         | -           | -           | -                         | ۱۳۴۰ (۵۶ سال)          | امیرکلا           |
| اقتصاد                    | علی طیب‌نیا                 | اصلاح‌طلبی           | -           | -           | -                         | ۱۳۳۹‏ (۵۷ سال)          | اصفهان            |
| بهداشت                    | سید حسن هاشمی              | مستقل               | -           | بله سپاه    | -                         | ۱۳۳۹‏ (۵۷ سال)          | فریمان، خراسان ر. |
| کار                       | علی ربیعی                  | خانه کارگر          | -           | بله سپاه    | بله اطلاعات               | ۱۳۳۴‏ (۶۲ سال)          | تهران             |
| کشاورزی                   | محمود حجتی                 | جبهه مشارکت         | بله         | -           | -                         | ۱۳۳۴‏ (۶۲ سال)          | نجف‌آباد، اصفهان   |
| دادگستری                  | مصطفی پورمحمدی             | جامعه روحانیت مبارز | بله         | -           | بله اطلاعات               | ۱۳۳۸‏ (۵۸ سال)          | قم                |
| دفاع                      | حسین دهقان                 | مستقل               | -           | بله سپاه    | -                         | ۱۳۳۵‏ (۶۱ سال)          | پوده، اصفهان      |
| راه                       | عباس آخوندی                | اعتدال‌گرایی         | بله         | -           | -                         | ۱۳۳۶‏ (۶۰ سال)          | نجف، عراق         |
| صنعت و تجارت              | محمدرضا نعمت‌زاده           | اعتدال و توسعه      | بله         | -           | -                         | ۱۳۲۴‏ (۷۲ سال)          | تبریز             |
| علوم                      | محمد فرهادی                | اصلاح طلبی          | بله         | -           | -                         | ۱۳۲۸‏ (۶۸ سال)          | شاهرود            |
| کشور                      | عبدالرضا رحمانی فضلی       | اصول‌گرایی           | -           | -           | بله امنیت‌ملی              | ۱۳۳۸‏ (۵۸ سال)          | شیروان، خراسان ش. |
| نفت                       | بیژن نامدار زنگنه          | کارگزاران           | بله         | -           | -                         | ۱۳۳۱‏ (۶۵ سال)          | کرمانشاه          |
| نیرو                      | حمید چیت‌چیان               | مستقل               | -           | بله سپاه    | بله سپاه                  | ۱۳۳۶‏ (۶۰ سال)          | تبریز             |
| ورزش و جوانان             | مسعود سلطانی‌فر             | حزب اعتماد ملی      | _           | -           | -                         | ۱۳۳۸‏ (۵۸ سال)          | تهران             |
| معاونان                   |                            |                     |             |             |                           |                        |                   |
| اجرایی                    | محمد شریعتمداری            | اصلاح‌طلبی           | بله         | -           | بله اطلاعات               | ۱۳۳۹‏ (۵۷ سال)          | تهران             |
| پارلمانی                  | حسینعلی امیری              | اصول‌گرایی           | -           | -           | بله قوه قضاییه            | ۱۳۴۵‏ (۵۰ سال)          | سنقر، کرمانشاه    |
| برنامه و بودجه            | محمدباقر نوبخت             | اعتدال و توسعه      | -           | -           | -                         | ۱۳۲۹‏ (۶۷ سال)          | رشت               |
| امور اداری و استخدامی     | جمشید انصاری               | اصلاح‌طلبی           | -           | -           | -                         | ۱۳۳۴‏ (۶۲ سال)          | زنجان             |
| حقوقی                     | مجید انصاری                | مجمع روحانیون مبارز | -           | -           | بله سازمان زندان‌های ایران | ۱۳۲۸‏ (۶۸ سال)          | زرند، کرمان       |
| زنان                      | شهیندخت مولاوردی           | جبهه مشارکت         | -           | -           | -                         | ۱۳۴۴‏ (۵۲ سال)          | خوی، آذربایجان غ. |
| علمی                      | سورنا ستاری                | مستقل               | -           | -           | -                         | ۱۳۵۱‏ (۴۵ سال)          | -                 |
| محیط زیست                 | معصومه ابتکار              | جبهه مشارکت         | -           | -           | -                         | ۱۳۳۹‏ (۵۷ سال)          | تهران             |
| انرژی اتمی                | علی‌اکبر صالحی              | مستقل               | بله         | -           | -                         | ۱۳۲۸‏ (۶۸ سال)          | کربلا، عراق       |
| میراث فرهنگی              | زهرا احمدی‌پور              | اصلاح‌طلبی           | -           | -           | -                         | - ‏ -                   | ملایر             |
| بنیاد شهید                | سید محمدعلی شهیدی          | اعتدال‌گرایی         | -           | -           | -                         | ۱۳۲۹‏ (۶۶ سال)          | محلات             |

## عملکرد

### اقتصادی

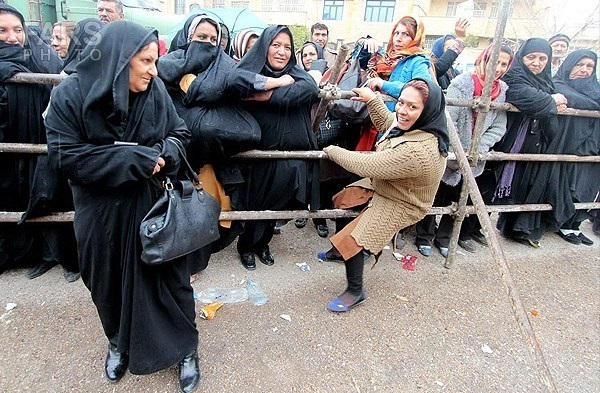
توزیع سبد کالا در شیراز، ۱۴ بهمن ۱۳۹۲.

بنا بر اظهارات وزیر امور اقتصادی، بودجهٔ ۱۳۹۲ که محمود احمدی‌نژاد آن را با تأخیر تحویل مجلس داد با ۱۳۵ الی ۱۳۷ هزار میلیارد تومان کسری بودجه (از مجموع ۲۱۰هزار میلیارد تومان کل بودجه) همراه بود.

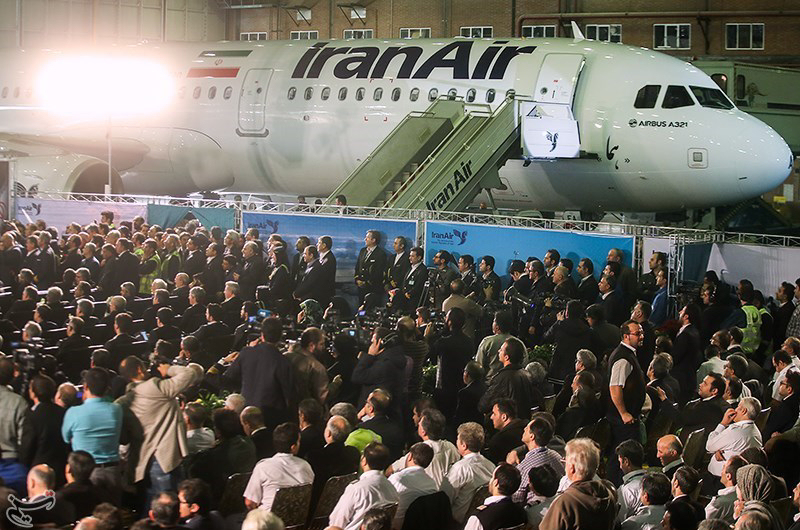
رونمایی از اولین هواپیما نو هواپیمایی ایران بعد از انقلاب ۵۷

#### تورم
بر طبق آمار بانک مرکزی ایران تورم نقطه به نقطه از ۴۵/۲ درصد در خرداد ۱۳۹۲ به ۱۴/۶ درصد در خرداد ۱۳۹۳ کاهش یافت که نشانگر افت ۳۰ درصدی این تورم می‌باشد. بنا به گفته دولت و نهادهای اقتصادی این کاهش در تاریخ اقتصاد ایران بی‌سابقه بوده است. رئیس اداره خاورمیانه و آسیای مرکزی صندوق بین‌المللی پول در سال ۱۳۹۳ پیش‌بینی رشد ۱٫۵ درصدی اقتصاد ایران را کرد.

#### رشد اقتصادی
طبق گزارش بانک مرکزی ایران، رشد اقتصادی ایران در سال ۱۳۹۱، منفی ۶/۸ بوده است، که دولت یازدهم توانسته این رقم را در سال ۱۳۹۲ به منفی ۱/۹ کاهش دهد.

### فرهنگی
بنابه‌نوشتهٔ پایگاه خبری تحلیلی جمهوریت در شهریور ۱۳۹۳، سخنگوی دولت در مورد بی‌حجابی گفت: «از همه دختران، خواهران و مادرانمان خواهش می‌کنیم که هنجار مورد احترام جامعه را مورد توجه قرار دهند.»

## یادداشت
1. ↑  بر اساس قوانین بانک جهانی، ایران تا زمانی که این بدهی را پرداخت نکند، نمی‌تواند به دریافت وام با اقساط کم از بانک جهانی امیدی داشته باشد.

1. ↑  با تصویب هیئت دولت در ۱۹ اسفند ۱۳۹۴، دبیرخانه شورای‌علی امور ایرانیان خارج از کشور به وزارت امور خارجه منتقل شد.
2. ↑  با تصویب هیئت دولت در ۲۴ اسفند ۱۳۹۳، رئیس سازمان ملی استاندارد ایران هم‌تراز با مقامات موضوع بند «د» ماده ۷۱ قانون مدیریت خدمات کشوری شد.